# Edmée Jarlaud
Edmée Jarlaud, née Edmée Jeanne Jacob le 10 juillet 1910 à Paris 20e et morte le 16 avril 1939 à Beynes (Yvelines), à l'âge de 28 ans, est une aviatrice française qui a battu plusieurs records dont celui d'endurance féminin sur planeur (5 heures) le 15 septembre 1937.

## Biographie
Fille d'Edmond Jacob et de Jeanne Bonnelle tous deux instituteurs, Edmée Jacob participe, comme passagère, aux Douze heures d'Angers, le 2 juillet 1933, dans un avion piloté par Hélène Boucher. Elle obtient son brevet de vol à voile la même année, puis celui de vol à moteur en 1934.
En octobre 1934, à Paris, elle épouse Raymond Jarlaud, ingénieur à la Société des Avions Bernard et concepteur de planeurs. En septembre de cette année, ils étaient ensemble à Oran (l'Aéro-club d'Oranie avait acheté un avion Bernard).
Le 18 avril 1938, elle bat le record du monde d'altitude en planeur, à 1 184 m, et en juin 1938, le record de distance de Beynes au hameau de Trochepot, commune de Conie-Molitard : 83 km. Gravement blessée lors de la chute de 60 m de son appareil, à la suite d'une collision en vol le 16 avril 1939, à Beynes-Thiverval, elle meurt pendant son transfert à l'hôpital. Le pilote de l'autre planeur, un habitant de Bougival, nommé Breton, eut plus de chance et s'en tira indemne.

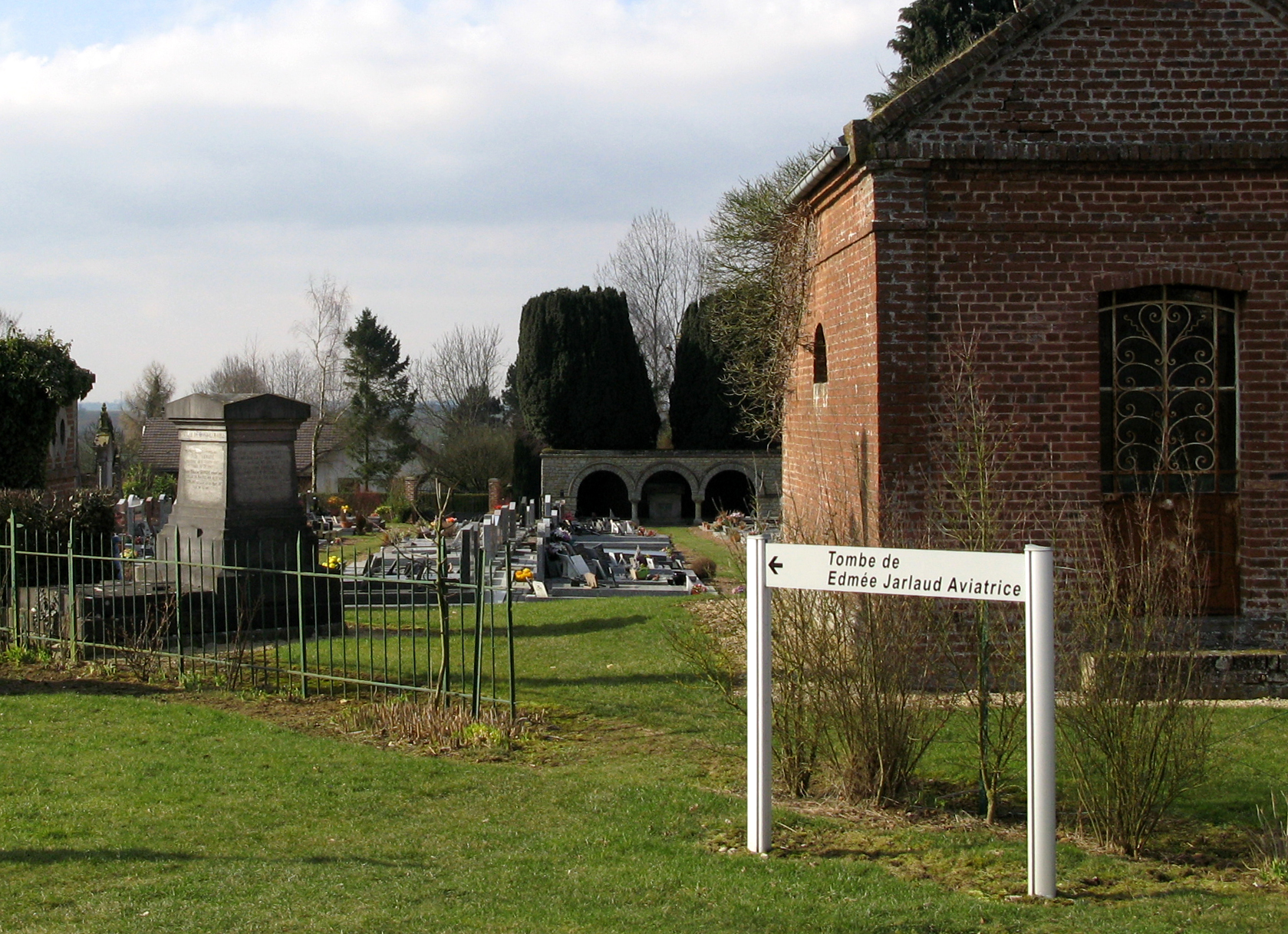
L'entrée du cimetière d'Acheux-en-Amiénois signale la présence de la tombe de l'aviatrice.

Sa tombe est située au cimetière d'Acheux-en-Amiénois, commune de la Somme où elle avait des attaches familiales. Elle est de facture particulièrement sobre. Seules trois palmes de métal sont fixées sur la pierre et mentionnent quelques indices en petits caractères (Les Ailes brisées, Les Ailes mutilées et Les professionnels navigants de l'Aviation). Elle se situe en bordure Sud du cimetière, donc du côté opposé au carré militaire.
Pour lui rendre hommage ses grands-parents maternels ont fait apposer sur leur tombe dans le cimetière de Thièvres (Somme) une plaque en son souvenir, mais Edmée Jarlaud repose bien au cimetière d'Acheux-en-Amiénois. 

## Distinctions
- Chevalier de la Légion d'honneur[7].

## Hommages
- Le collège d’Acheux-en-Amiénois porte aujourd'hui son nom.